# 지치지마 근해 지진
지치지마 근해 지진(父島近海地震)은 2010년 12월 22일에 지치지마섬 근해에서 발생한 지진이다. 지진 규모는 M7.8(Mw7.3). 지치지마섬에서 22cm의 해일을 관측했다.